# 英格兰和威尔士上诉法院
英格兰和威尔士上诉法院（Court of Appeal of England and Wales）是英格兰和威尔士的司法系统中除联合王国最高法院外第二高级的法院。在1875年成立，现在共有37名法官审理刑事和民事的上诉案件，民事法庭和刑事法庭分别由各自的庭长领导。刑事法庭审理来自治安法院和王室法院的上诉案件；民事法庭则审理来自郡法院和高级法院的案件。案件要上诉到上诉法院，需要得到下级法院或上诉法院的许可。上诉法院的判决在獲得上訴許可後可以上诉到最高法院。